# Francesco Livi
Francesco di Domenico Livi (* in Gambassi Terme; † um 1439) war ein toskanischer Glasmaler der Spätgotik.

## Leben
Über Leben und frühes Werk Livis in Lübeck, wo er längere Zeit lebte, lernte und sich einen Ruf als Glaskünstler erarbeitete, ist wenig bekannt. Die Literatur erwähnt teilweise ein Glasfenster mit einer Marienkrönung, das er 1434 für die große Kapelle des Doms von Arezzo gefertigt haben soll. 1436 erhielt er jedenfalls in Lübeck den Ruf aus Florenz, die neuen Glasfenster für die soeben fertiggestellte Kuppel der dortigen Kathedrale Santa Maria del Fiore zu schaffen. Der daraufhin mit ihm geschlossene Vertrag über diese Tätigkeit ist erhalten. Livi nahm die angebotene Stelle an und wurde am 30. Oktober 1436 Bürger der Stadt Florenz. Die von ihm in Florenz geschaffenen Bleiglasfenster führte er nach Kartons anderer Entwurfskünstler, wie dem zweiten Dombaumeister Lorenzo Ghiberti, aus. Über die Umstände und den Zeitpunkt seines Todes (wohl um 1439) ist nichts bekannt. 1439 setzte bereits ein Nachfolger seine Tätigkeit an der Kathedrale fort. Eine Abgrenzung seines Werks in Florenz und eine Einzelzuordnung von Fenstern ist daher nicht möglich, nur eine negative Abgrenzung dahingehend, an welchen Fenstern er nicht beteiligt gewesen sein kann, weil sie nachweislich früher oder später entstanden.

## Rezeption

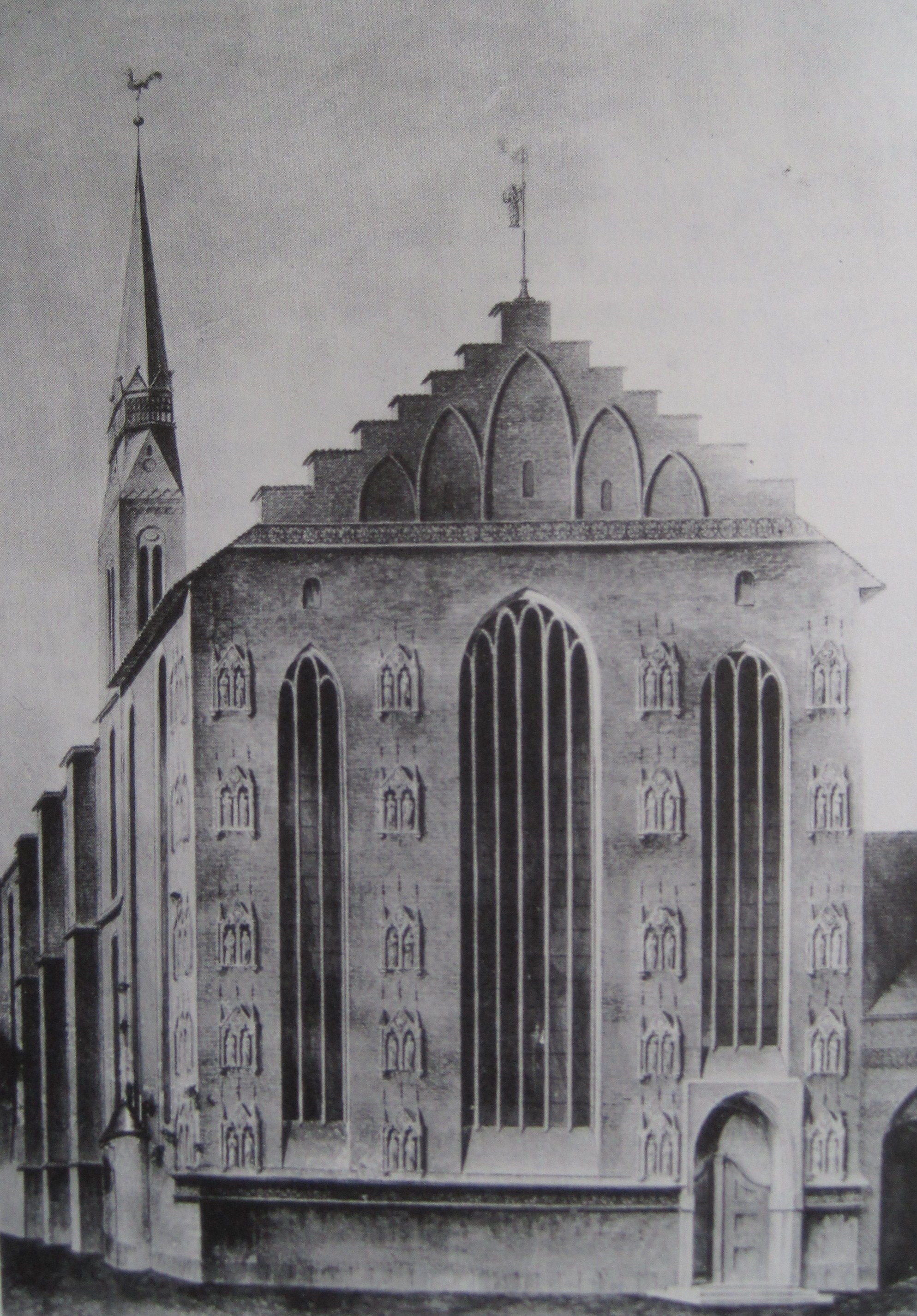
Der 1399–1401 errichtete Chor der Lübecker Burgkirche kurz vor dem Abriss 1818

Die Urkunde seiner Berufung 1436 nach Florenz wurde dort 1820 veröffentlicht. In Deutschland löste diese Nachricht durch die Besprechung des in Italien erschienenen Buches im Februar 1821 im Kunstblatt, einer Beilage zum Morgenblatt für gebildete Stände, ein reges Interesse für die Person Francesco Livis aus. So auch in Lübeck selbst, wo kurz zuvor die erste staatliche Verordnung zum Denkmalschutz erlassen worden war. Heinrich Christian Zietz berichtete in seinen 1822 erschienenen Ansichten der Freien Hansestadt Lübeck und ihrer Umgebungen von einem Meister „Franz“ und dessen Berufung nach Florenz.
Kurz zuvor war die baufällige Kirche des Burgklosters in Lübeck abgerissen worden. Dem keimenden Denkmalschutzgedanken und dem auflebenden Interesse für die deutsche Gotik war es zu verdanken, das erstmals in Lübeck vor dem Abriss eines Sakralbaus dessen Kunstgegenstände, darunter auch die mittelalterlichen Glasfenster der Burgkirche, geborgen und später auf dem Hochchor der städtischen Katharinenkirche eingelagert wurden. Sie wurden gegen Mitte des 19. Jahrhunderts durch den Lübecker Restaurator Carl Julius Milde zeichnerisch dokumentiert, gemeinsam mit dem Glasermeister Johann Jacob Achelius restauriert und dann in die Lübecker Marienkirche eingebaut, wo sie beim Luftangriff auf Lübeck 1942 endgültig vernichtet wurden. Die deutsche Kunstgeschichte schrieb diese Glasfenster, nicht ohne wissenschaftliche Auseinandersetzungen, Francesco Livi als Lübecker Hauptwerk zu. Franz Kugler bemerkte bereits in seiner Rezension der Mildeschen Dokumentation im Kunstblatt 1848 eine Nähe zur Kölnischen Glasmalerschule und erkannte den außergewöhnlichen künstlerischen Wert der Burgkirchenfenster an, stellte jedoch die Zuschreibung an Livi in Frage.